# 郭文懿
郭文懿（？—618年8月11日），中國隋朝人物。618年三月，隋煬帝死後，五月，越王楊侗称帝，以郭文懿为内史侍郎，与元文都、段達、王世充、皇甫無逸、卢楚、赵长文等辅佐幼主，號稱七貴。他和元文都、卢楚、赵长文招撫李密攻打宇文化及，引起王世充的不滿。元文都等人想除掉王世充，被段達告密。七月十五，王世充發難，兵攻入洛陽宮城，逮住躲在太官署得盧楚，命人將他亂刀砍死。再亂刀砍死在楊侗身邊的元文都。中午，捕獲郭文懿和赵长文，將他們也殺害。